# ガブリエル・フェラター

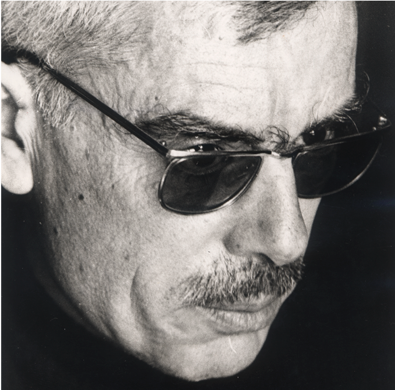

ガブリエル・フェラテール・イ・ソレール（Gabriel Ferrater i Soler, 1922年5月20日 - 1972年4月27日）は、1960年代にカタルーニャ語で執筆した作家、翻訳者、言語学者である。

## 生涯
彼の詩作品は、戦後カタルーニャの作家の中で最も重要なものの一つであり、現代の作家に多大な影響を与えている。彼は3つの詩集を発表した。すなわち、『Da nuces pueris』（1960年）、『Menja't una cama』（「足を食べなさい」、1962年）、『Teoria dels cossos』（「身体の理論」）である。これらは後に『Les dones i els dies』（「女性と日々」、1968年）として一冊にまとめられ、カタルーニャ文学における金字塔となった。
彼が初期に影響を受けた人物は、トーマス・ハーディ、W・H・オーデン、シェイクスピア、ブレヒト、アウシアス・マルクである。エロティシズムと失われた時間への憧れは、彼の作品における一貫したテーマである。詩「In memoriam」と「Poema inacabat」（「未完の詩」）は、スペイン内戦とその影響を最も率直に証言する作品であり、彼が執筆していた当時の状況が感じられる。
彼のスタイルは現実的であるが、奇妙なイメージと高尚な出典に満ちている。フェラテールは典型とは異なる知識人であり、次世代に重要な影響を与えた。彼の詩作品は、ロバート・グレーヴス、ロバート・フロスト、W・H・オーデンに似ている。彼はバルセロナ自治大学の言語学および文学批評の教授であり、1969年から1972年まで『Serra d'Or』誌で言語理論に関するエッセイや記事を「De causis linguae」のタイトルで執筆し、チョムスキーの文法における音韻要素に基づく韻律理論の草稿も含めた。彼はカフカの『審判』、レナード・ブルームフィールドの『言語』、ノーム・チョムスキーの『デカルト派言語学』をカタルーニャ語に翻訳した。彼は1972年4月、サン・クガの自宅でバルビツール酸とアルコールの混合物を使用して自ら命を絶った。